# Lycaena fasciatacaeruleopunctata
Lycaena fasciatacaeruleopunctata är en fjärilsart som beskrevs av Tutt 1906. Lycaena fasciatacaeruleopunctata ingår i släktet Lycaena och familjen juvelvingar. Inga underarter finns listade i Catalogue of Life.